# Digama albicans
Digama albicans là một loài bướm đêm thuộc phân họ Arctiinae, họ Erebidae.